# آتشفشان آریچوا
آتشفشان آریچوا (به اسپانیایی: Arichua) یک کوه در پرو است که در Peru, Puno Region واقع شده‌است. آتشفشان آریچوا ۵٬۱۸۵ متر بالاتر از سطح دریا واقع شده‌است.